# Tom Gorman (giocatore di lacrosse)
Thomas Patrick Gorman, detto Tom (Ottawa, 9 giugno 1886 – Ottawa, 15 maggio 1961), è stato un giocatore di lacrosse canadese, vincitore di una medaglia d'oro nel lacrosse maschile a squadre ai Giochi della IV Olimpiade.

## Palmarès
In carriera ha conseguito i seguenti risultati:
- Giochi olimpici

Londra 1908: oro nel lacrosse maschile a squadre.